# Velika mošeja Astana
Velika mošeja Astana (kazaško Астана қаласының Орталық мешіті; rusko Центральная мечеть Астаны) je mošeja v Astani v Kazahstanu. Je največja mošeja v Srednji Aziji, druga največja mošeja zunaj Zahodne Azije in ena največjih na svetu.

## Gradnja
18. marca 2019 je pobudnik gradnje, predsednik Kazahstana Nursultan Nazarbajev, položil prvi kamen na gradbišču nove mošeje. Gradnjo so podprli zasebni investitorji, brez črpanja sredstev iz državnega proračuna. 12. avgusta 2022 je potekala otvoritev mošeje z udeležbo Nazarbajeva.

## Opis
Glavna kupola mošeje je največja te vrste na svetu.
Višina kupole je skoraj 83,2 metra s premerom 62 metrov. Okoliški štirje minareti merijo 130 metrov in so sestavljeni iz petih delov, ki simbolizirajo pet stebrov islama – vero, molitev, post, zakat in romanje. Eden od stolpov v levem traktu je odprt za javnost. Gostje se lahko povzpnejo z dvigalom in občudujejo razgled na mesto.
Vhodna vrata mošeje veljajo za ena najvišjih lesenih vrat na svetu, saj merijo 12,4 metra in tehtajo tono in pol. Material je izdelan iz trdega lesa iroko, ki raste v tropski Afriki. Vrata so okrašena s kazaškimi vzorci, zunanje stene pa z belo arabsko pisavo na modri podlagi.
Notranja vrata mošeje so visoka 12 metrov, okna pa so izdelana iz ročno izdelanih vitrajev s pisanimi okraski.
Stene mošeje in notranjost kupole krasijo pisani vzorci, verzi iz Korana in molitve. Arabsko kaligrafijo je ilustriral kazahstanski mojster Asylbek Baizakuly.
Stena na strani, ki je obrnjena proti kibli, je popisana z 99 Alahovimi imeni, osvetljenimi z zlato svetlobo od znotraj. Mozaična stena je dolga 100 metrov in visoka 22,4 metra ter je sestavljena iz 25 milijonov teser različnih barv.
Velika dvorana in ženski molitveni prostor sta v celoti prekrita s kazahstanskimi okrasnimi preprogami. Skupna površina preprog je 15.525 kvadratnih metrov in je največja ročno izdelana preproga na svetu.